# Far Cry Vengeance
Far Cry Vengeance è un videogioco sviluppato da Ubisoft Montreal e pubblicato da Ubisoft a partire dal dicembre 2006 negli USA, e successivamente nel resto del mondo, per Nintendo Wii.
Il gioco include molti elementi di Far Cry Instincts: Evolution, e una trama molto simile, presenta però alcuni nuovi livelli, nuovi personaggi, armi ed equipaggiamenti.
Il gameplay sfrutta le peculiarità offerte dal Wiimote della console Nintendo, anche nelle fasi di guida. Ma nonostante questo il gioco è stato votato dal noto portale italiano Spaziogames con 4,5 definendolo mediocre, con un comparto grafico e tecnico pessimo e un'intelligenza artificiale (IA) scarsa.

## Trama
Il gioco inizia con Jack Carver, il protagonista, in un bar, quando una donna di nome Kade gli chiede di incontrarlo, ma viene arrestato prima di poterla incontrare. Mentre è in prigione scopre che Kade sta lavorando con un gruppo di ribelli. Presto fugge mentre un uomo dalla velocità soprannaturale di nome Semeru attacca la stazione di polizia e Carver  incontra Kade sulla spiaggia.
Lo porta su un'isola dove i ribelli hanno chiesto a Kade di eseguire una corsa di armi. Nel mezzo di questa missione, i ribelli si rivolgono a lei e Carver - i quali scappano dai ribelli e, molto tempo dopo, Jack coglie di sorpresa i ribelli, attaccandoli.
Più tardi, Kade viene catturata da Semeru, che ha intenzione di riportarla alla base ribelle. Carver cerca di fermarlo, ma viene, a sua volta, fermato da un gran numero di ribelli. Fugge attraverso la foresta e incontra un uomo di nome: Kien Do, che chiede l'aiuto di Carver contro i ribelli; insieme, Do e Carver respingono i nemici.
Dopo diverse battaglie con i ribelli, Kien Do viene catturato dalle forze nemiche. Carver li insegue fino alla loro base principale, dove trova Kien Do - ai piedi della montagna su cui si trova la base - morto e insanguinato.  Carver si arrampica sulla montagna, combattendo contro i soldati ribelli lungo la strada. Quando raggiunge la base, trova Semeru e Kade, scoprendo che quest'ultima lavora con Semeru.  

### Finale positivo
Scegli di dare un pugno a Kade solo una o due volte (o per niente) nel filmato interattivo dopo l'accoltellamento di Carver, e lei vive. Semeru risorge, solo che questa volta lo combatti con poteri selvaggi illimitati. Dopo che cade, Kade si scusa, ma Carver rifiuta di ucciderla per il suo tradimento; invece, requisisce l'esercito selvaggio di Semeru e dice a Kade di correre e di: "Portare i miei omaggi all'inferno".

### Finale negativo
Dai un pugno a Kade tutte e tre le volte nel filmato interattivo, e il terzo pugno la scaraventa contro il muro, spezzandole la spina dorsale e uccidendola all'istante. Carver combatte di nuovo Semeru, e dopo averlo sconfitto corre fuori dal complesso in preda ad una rabbia selvaggia e psicopatica, e non è chiaro se ne uscirà mai.